# مركز الملك عبد الله الحضاري في الدمام
 مركز الملك عبد الله الحضاري هو مركز حضاري يقام على جزيرة صناعية قبالة متنزه الملك عبد الله على كورنيش الدمام الواجهة البحرية ويعد المركز مركز خاص للاحتفالات واستضافة المؤتمرات والمهرجانات والمعارض بمختلف أهدافها في موقع واحد حيث يمكن للمركز أن يستوعب قرابة 12 ألف شخص في وقت واحد
ويخدم المشروع الجانب الاجتماعي والاقتصادي والعلمي والثقافي والترفيهي والخدمي، ويحاكي الثقافات والحضارات المحلية والإقليمية والدولية ويهدف المركز إلى التعرف على تاريخ المنطقة الشرقية والتركيبة السكانية والاجتماعية وقصة التنمية والتحديات والمشروعات التي نفذت في المنطقة بحيث يحكي ويوثق مراحل التنمية في الماضي والحاضر والمستقبل إلى جانب توثيق قصة التنمية الشاملة بالمنطقة.

## نبذة
يعد المركز الحضاري واحدا من أهم المشروعات والمعالم السياحية في المنطقة الشرقية.[بحاجة لمصدر] ويحتوي المشروع، إضافة إلى المرافق العامة، على فندقين ومجمع تجاري ومرسى قوارب «مارينا»، وسيكون الفندقان من فئة خمس نجوم، الأول بارتفاع 12 دوراً للعائلات، والثاني بارتفاع عشرة أدوار لرجال الأعمال، وسيضم الفندق أجنحة سكنية ملحقاً بها مكاتب يستطيع من خلالها رجال الأعمال الزائرون للمنطقة متابعة أعمالهم. ويقام الفندقان على مساحة 21 ألف متر مربع، كما يقام مجمع تجاري بمساحة 33.5 ألف متر مربع، كما ستقام في المشروع حديقة على مساحة 50 ألف متر مربع، ومسرح على مساحة 2500 متر مربع.
كما يضم المركز متحفا بمساحة 10 آلاف متر مربع، ومكتبة بمساحة 7 آلاف متر مربع، و3 صالات للعروض، الأولى الرئيسية وستكون بمساحة 6 آلاف متر مربع، والصالتان الأخريان بمساحة 2500 متر مربع لكل صالة منهما، كما ستقام في المشروع حديقة بمساحة 50 ألف متر مربع، ومسرح بمساحة 2500 متر مربع، بالإضافة إلى أن المركز خصص موقعا لدارة الملك عبد العزيز بمساحة 5 آلاف متر مربع ستقيم فيها الدارة أول فروعها خارج منطقة الرياض، تقدم كل ما يتعلق بتاريخ المنطقة الشرقية، ودورها التاريخي منذ عهد الملك عبد العزيز، وتم تخصيص موقع الدارة في القسم المخصص للمتحف الذي يقام على مساحة تقدر ب16 ألف متر مربع.